# Парк Металлургов (Липецк)
Парк Металлу́ргов (иногда Новоли́пецкий парк) — парк в Левобережном округе города Липецка.
Расположен между Берёзовой улицей, улицей Адмирала Макарова, застройкой вдоль Рязанской улицы и корпусами объектом здравоохранения на улице Адмирала Макарова, 1.
В парке Металлургов расположены несколько объектов спортивного клуба «Липецкий металлург». В частности, дворец спорта «Нептун» (улица Адмирала Макарова, 1в), стрелковый комплекс, лыжная база.
2 августа 2008 года в парке после реконструкции открылся стадион физкультурно-оздоровительного комплекса «Новолипецкий».